# Kooperatives Computerspiel
Ein kooperatives Computerspiel, kurz Koop-Spiel, ist ein Computerspiel, in dem mindestens zwei Spieler gemeinsam gegen den Computer antreten. Im Gegensatz zum kompetitiven Mehrspielermodus findet der Wettstreit nicht zwischen den Spielern oder Gruppen von Spielern statt, sondern primär zwischen Spielern und dem Computer. Auch klassischerweise kompetitive Spiele, wie Echtzeit-Strategiespiele oder Taktik-Shooter, können, je nach Spiel, durch den Einsatz von computergesteuerten Gegnern kooperativ gespielt werden. Ein zusätzlicher Koop-Modus bietet oft die Möglichkeit, klassische Einzelspielerinhalte, zusätzliche Level oder normalerweise kompetitiv gespielte Spiele auch kooperativ zu bestreiten. Die Spiele werden am selben Gerät oder über eine Netzwerkverbindung gespielt.
Kooperatives Gameplay verfolgt stets ein gemeinsam zu erreichendes Spielziel. Ein Spiel im Koop-Modus verlangt von den Spielern, die Spielweise der jeweils anderen Spieler nachzuvollziehen, das eigene Vorgehen anzupassen und individuelle Verluste für das gemeinsame Ziel in Kauf zu nehmen. Das erreichen des Spielziels setzt häufig Kommunikation zwischen den Spielern voraus. Auch im Koop-Modus kann es, dem gemeinsamen Ziel untergeordnet, individuelle Ziele, Belohnungen oder Punktestände geben. Unkooperatives oder destruktives Verhalten kann, je nach Spielregeln, mit individuellem Punkteabzug oder Ausscheiden aus dem Spiel bestraft werden. Das kooperative Spielen von Computerspielen, insbesondere mit befreundeten statt fremden Mitspielern, kann zu größerer Motivation und erhöhtem Einsatz für das Spielziel führen.

## Geschichte
Das erste Computerspiel, das kooperatives Gameplay implementierte, ist Ataris Pong Doubles (1973), eine Vier-Spieler-Variante von Pong (Atari, 1972), in der jeweils zwei Spieler im Team spielen. Während Kooperation zwar essentiell für den Sieg ist, wird das Spiel ausschließlich gegen menschliche Gegenspieler ausgetragen. Ein frühes im Sinne obiger Definition kooperativ gespieltes Spiel ist Howard Delmans Fire Truck (Atari, 1978). Darin steuern zwei Spieler ein Feuerwehrfahrzeug durch eine Stadt und müssen Gegenverkehr und Hindernissen ausweichen.

## Varianten
Während das kooperative Spiel grundsätzlich mindestens zwei menschliche Spieler voraussetzt, kann sich die Verbindungsart, über die gespielt wird, unterscheiden. So kann über ein Lokales Netzwerk (LAN), das Internet oder an derselben Spielkonsole oder demselben PC mit mehreren Spielern gespielt werden. Manche Spiele erlauben verschiedene Verbindungsarten oder sogar Kombinationen daraus.
Couch-Koop
Als Couch-Koop, auch Spiele mit lokalem Koop-Modus, werden Mehrspieler-Spiele bezeichnet, die von mehreren Spielern gleichzeitig am selben Gerät gespielt werden können. Dabei hat entweder jeder Spieler einen eigenen Teil des Bildschirms (Split-Screen), wie in Mario Kart Wii und Serious Sam 2, oder alle Spieler verwenden dieselbe Ansicht, wie in Trine und Overcooked.
Hot-Seat-Modus

Auch Spiele, die über einen Hot-Seat-Modus verfügen, lassen sich teilweise kooperativ spielen. Dabei spielen alle Spieler am selben Gerät, wechseln sich jedoch in der Reihenfolge ab. Bekannte Vertreter sind Worms W.M.D. und Sid Meier’s Civilization VI.
Netzwerkspiel
Darüber hinaus können Computerspiele über eine Netzwerkverbindung entweder in einem lokalen Netzwerk (LAN) oder als Onlinespiel über das Internet kooperativ gespielt werden. Hierzu ist in der Regel ein dedizierter Spielserver notwendig. Dieser kann entweder, wie bei Spielen mit LAN-Modus, von einem der Spieler bereitgestellt werden und findet sich in diesem Fall häufig in die Spielsoftware integriert, oder dedizierte Spielserver werden vom Spielehersteller betrieben. Auch eine Kombination aus beiden ist üblich. Ausschließliche Online-Koop-Spiele sind beispielsweise Company of Heroes 2 und Diablo 3. In einem lokalen Netzwerk mit selbst gehostetem Spielserver können z. B. Killing Floor und Super Smash Bros. Ultimate gespielt werden.

## Beispiele

### Koop-Spiele
- New Super Mario Bros. Wii (Nintendo, 2009),
- Halo 3: ODST (Microsoft Game Studios, 2009),
- Little Big Planet (Sony Computer Entertainment, 2007),
- Left 4 Dead 2 (Valve, 2009),
- Army of Two und Army of Two: The 40th Day (Electronic Arts, 2008 und 2010),
- Guitar Hero (RedOctane, 2005),
- Crackdown  und Crackdown 2 (Microsoft Game Studios, 2007 und 2010),
- Borderlands (2K, 2009),
- Gears of War (Microsoft Game Studios, 2006)

### Mods mit Koop-Modus
Mitunter werden klassische Einzelspielertitel oder kompetitive Mehrspielerspiele nach Veröffentlichung vom Hersteller oder durch Dritte per Mod um einen Koop-Modus erweitert. Die Modifikation ermöglicht dann, dieselben Einzelspielermissionen mit einem oder mehr Mitspielern zu bestreiten, gegebenenfalls mit angepasstem Schwierigkeitsgrad. Teilweise sind jedoch auch neue Spielinhalte für das kooperative Spiel enthalten, der Übergang zur Total-Conversion-Mod ist fließend. Zu den beliebten Mods, die Spiele um einen Koop-Modus erweitern, gehören die Standalone-Mod Sven Co-Op für Half-Life, die Modifikation Open CoOp für Doom 3 und Co-op Warfare für F.E.A.R. Zu den beliebten Total Conversions, die einen Koop-Modus neu einführten, gehören Killing Floor und Alien Swarm als Mods für Unreal Tournament 2004.